# Арабеска
Арабеска је декоративни елемент понављајућих геометријских форми, најчешће у облику повијених витица биљака или са животињама. Настала је у исламској уметности, одакле се у 18. и 19. веку проширила и у западну Европу.
Прве арабеске су познате још из времена Старе грчке уметности и ови релативно компликовани узори се јављају у хеленистичкој уметности у Грчкој у форми орнамента на рељефима.
У доба ренесансе када су опет у уметности дошли у моду антички мотиви, опет су се ови узори вратили у Европску уметност. Немачка и Холандска школа је додала на ове форме мотиве главе и маске и сл. У доба рококоа се арабеска опет враћа нарочито у штуку.
Крајем 19. века, име арабеска у уметности добијају скупови линија са вишеструким кривинама којима су се испреплитале форме и површине боје. Гоген, у свом синтетичком периоду и са снажним контурама облика у слици, дао је арабески битну улогу. Нешто касније, модернизам (Југендштил, Арт Нуво, и модерни стил), је до максимума истакао декоративну игру арабеске, која, међутим, са Матисом доживљава једну дефинитивну редукцију. 

## Исламска уметност
Арабеска се такође појављује у исламској архитектури где је обележавана као маурског порекла насупрот европским арабескама које су деловале мирно натуралистички.